# موشيه تسفي سيغال
موشيه تسفي سيغال (بالعبرية: משה צבי סגל) (23 سبتمبر 1875 – 11 يناير 1968) حاخام إسرائيلي وعالم لغويات وعالم في التلمود.

## حياته
ولد في ماشاد في ليتوانيا عام 1875. ورحل مع عائلته إلى سكوتلندا عام 1869 ثم إلى لندن. ورُسِم حاخاما في عام 1902، ولاحقا حصل على درجة علمية من جامعة أوكسفورد.
وكان حاخام المجمع العبري الموحد في نيوكاسل أبون تاين من عام 1910 إلى 1918، حين رحل إلى فلسطين تحت الانتداب البريطاني، بصفته عضوا في اللجنة الصهيونية مع حاييم وايزمان.

## مهنته الأكاديمية
عين في عام 1926 محاضرا في الجامعة العبرية، حيث رُقِي إلى أستاذ لمادة الكتاب المقدس واللغات السامية في عام 1939.

## جوائز
- حصل على جائزة بياليك في عام 1936، بالاشتراك مع رفائيل باتاي. ثم حصل عليها مرة أخرى في العقيدة اليهودية في عام 1950.[6]

- حصل على جائزة إسرائيل في الدراسات اليهودية في عام 1954.[7]

## عائلته
الحاخام موشيه تسفي سيغال هو والد زوجة الحاخام إسحاق جينسبيرج